# 加马马拉莫机场
加马马拉莫机场（印尼语：Bandar Udara Gamarmalamo），IATA代码：；ICAO代码：，是印度尼西亚北马鲁古省北哈马黑拉县的一座机场，位于西加莱拉区的杜马，距加莱拉15千米。主要服务北哈马黑拉县的县治托贝洛和临近城镇加莱拉。

## 航空公司和目的地
| 航空公司 | 目的地 |
| -------- | ------ |
| 风翼航空 | 万鸦老 |

## 资料来源
1. ↑  .   [2018-11-25]. （原始内容存档于2017-05-22）.
2. ↑  .   [2018-11-25]. （原始内容存档于2017-05-22）.
3. ↑  . Wego.   [13 March 2017]. （原始内容存档于2017-03-14）.